# 2-Méthylbutyryl-coenzyme A
La 2-méthylbutyryl-coenzyme A, abrégée en 2-méthylbutyryl-CoA, est le thioester de l'acide 2-méthylbutanoïque avec la coenzyme A. C'est un intermédiaire du métabolisme de l'isoleucine.